# Hopeite

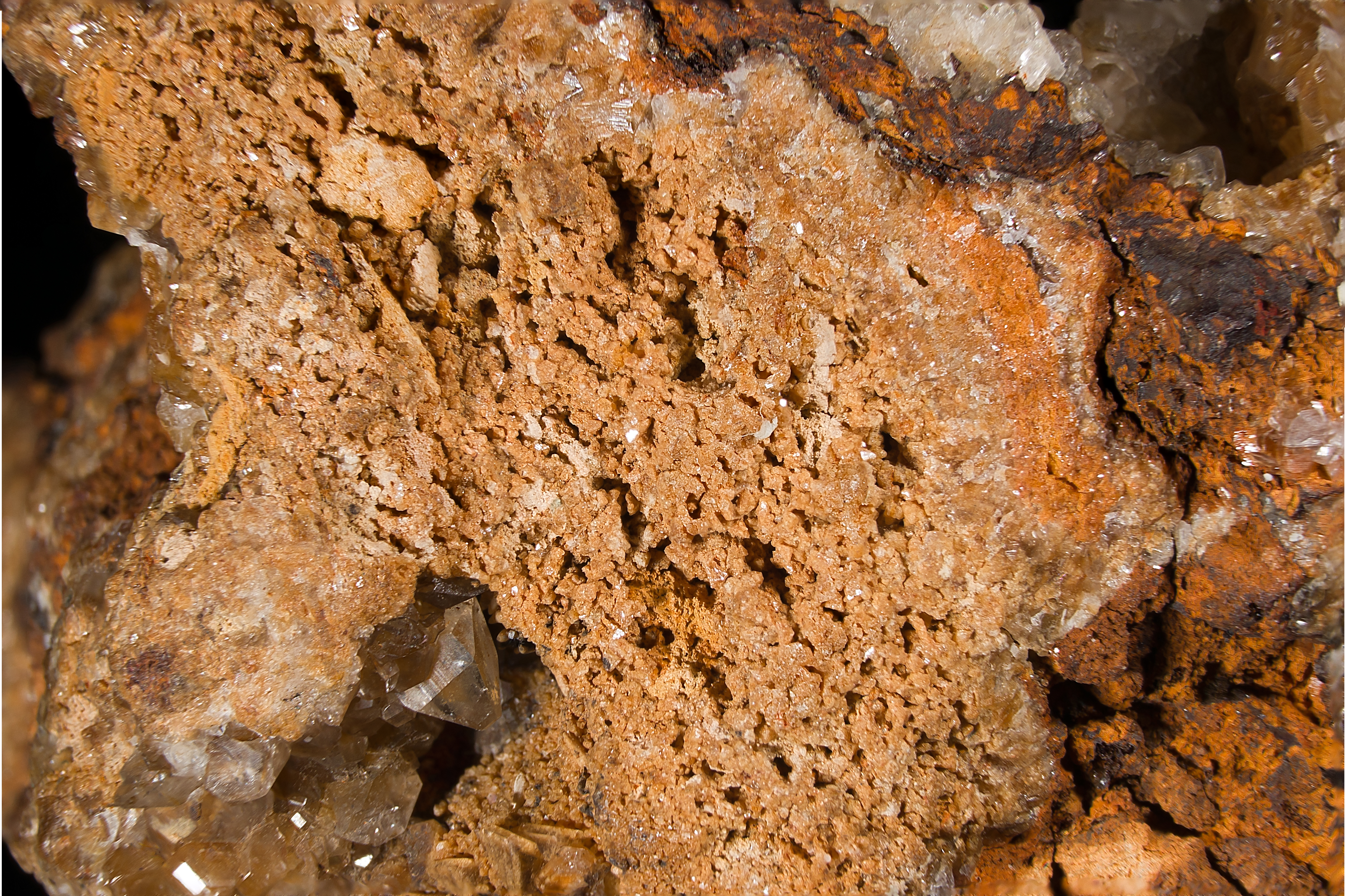
Hopeite "Vieille montagne"
Topotype deposito.

L'hopeite è un minerale.

## Abito cristallino
In incrostazioni, prismatico, reniforme.

## Origine e giacitura
Sulla sommità dei giacimenti zinciferi in prossimità delle zone rocciose fossilifere.

## Forma in cui si presenta in natura
In cristalli tabulari o prismatici spesso formanti incrostazioni sulla smithsonite.

## Caratteristiche chimico-fisiche
- Peso molecolare: 458,17 grammomolecole[1]
- Solubilità: il minerale risulta facilmente solubile in acidi[3]
- Fluorescenza: assente[1]
- Magnetismo: assente[1]
- Indice di elettroni: 2,93 g/cm³
- Indici quantici:
  - Fermioni: 0,1
  - Bosoni: 0,99
- Indici di fotoelettricità:
  - PE:21,64 barn/elettroni
  - ρ: 63,47 barn/cm³
- Indice di radioattività: GRapi: 0 (il minerale non è radioattivo[1]

## Località di ritrovamento
A Broken Hill in Zambia ove il minerale è stato trovato insieme alla smithsonite e ad altri fosfati di zinco tra cui la parahopeite e la tarbuttite, a Salmo nella Columbia Britannica (Canada) ove la hopeite è stata trovata associata alla spencerite, a Vieille Montagne in Belgio il minerale fu trovato nel 1820.